# Batalla de Miriocéfalo
La batalla de Miriocéfalo o de Myriokephalon, también conocida como Myriocephalum, tuvo lugar entre el Imperio bizantino y los turcos selyúcidas en Frigia, el 17 de septiembre de 1176.
Tras la derrota imperial en la batalla de Manzikert (19 de agosto de 1071), y después de un complejo proceso que ocupó alrededor de un siglo, el área central de Anatolia había cambiado en todos los aspectos. Los cultivos tradicionales casi habían desaparecido, en gran medida por la destrucción de la mayor parte de los antiguos sistemas de regadío; la población sedentaria había sido desplazada por los invasores turcos, organizados en tribus o clanes y dedicados al pastoreo. La red viaria estaba en decadencia. Habían aparecido pequeños núcleos políticos asentados en comarcas aisladas. Algunos habían alcanzado un considerable poder, y eran abiertamente hostiles al imperio de Constantinopla. Entre ellos se destacaba el homogéneo y sólido Sultanato de Rüm.
Manuel I Comneno mantuvo la paz con el sultán selyúcida de Rüm, Kilij Arslan II, durante la década de 1170. Pero fue una paz frágil, pues los selyúcidas querían expandirse hacia el oeste por Asia Menor y los bizantinos hacia el este, para recuperar el territorio perdido. Manuel pudo recuperar Cilicia e imponer su soberanía sobre el principado cruzado de Antioquía, y a ello le ayudó el hecho de que el emir de Alepo, Nur al-Din, muriese en 1174; pues su sucesor Saladino estuvo más interesado en Egipto y en debilitar a los turcos. Parecía, pues, factible que el Imperio capturara la ciudad de Iconio y recuperara sus territorios perdidos o, al menos, acabara con la amenaza selyúcida y sus constantes depredaciones.
Kilij Arslan II, sabedor de su precaria posición, intentó evitar el enfrentamiento y encontrar un compromiso. Manuel I Comneno no aceptó ninguna componenda y, seguro de sus posibilidades, optó por la guerra. En 1175 se rompió la tregua, cuando Kilij Arslan renunció a devolver el territorio conquistado a los danisméndidas (Sivas y Malatya), el enemigo común de ambos.

## La marcha
Manuel reunió un ejército supuestamente tan grande que se extendía a lo largo de diez millas, y se dirigió hacia su frontera con los selyúcidas. Arslan quiso negociar, pero Manuel, convencido de su superioridad, rechazó cualquier acuerdo. Envió parte de sus fuerzas con Andrónico Vatatzés hacia Amasia, mientras que el grueso de sus tropas se dirigían a la capital selyúcida Iconio. Ambas rutas atravesaban una zona muy boscosa, donde los turcos podían preparar emboscadas; el ejército que se dirigía a Amasia fue destruido en una de esas emboscadas, y los turcos le enviaron a Manuel la cabeza de Andrónico.
Los turcos también destruyeron las cosechas y envenenaron las aguas. Aslan mandó constantes ataques sobre el ejército bizantino para forzarle a dirigirse al valle del Meandro y tomar un difícil paso entre montañas, el Tzyvritzé, ante el cual permanecían las ruinas de la vieja fortaleza de Myriokephalon (Griego: miríada de cabezas), en las alturas actualmente conocidas como Asar Kalesi. Este paso, de unos 25 kilómetros de longitud, se inicia con un estrecho desfiladero al que siguen secciones muy sinuosas, irregulares y boscosas, que alternan anchuras y estrecheces, a veces limitadas por vertiginosos precipicios. La zona central es una amplia llanura elevada de casi 6 kilómetros de anchura. Después, una segunda sección estrecha similar a la primera continúa antes de abrirse a la región periférica de Iconio, ciudad que apenas dista 50 kilómetros del final del paso.
Los generales más expertos de Manuel le previnieron del peligro de llevar su pesado ejército a través del difícil desfiladero teniendo al enemigo enfrente; pero los príncipes más jóvenes confiaban en sus proezas y estaban ávidos de gloria. Convencieron a Manuel, que conocía bien el terreno, de que siguiera avanzando, en lugar de retroceder y flanquear a través de la ruta que pasaba por la ciudad de Philomelion, (actual Aksehir).

## La batalla

Asia Menor y los Estados Cruzados a mediados del siglo.

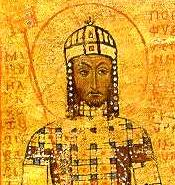
El emperador Manuel I Comneno.

Un estudio riguroso de fuentes y, sobre todo, el análisis del terreno permite afirmar que las tropas bizantinas, en total no superaban los 25.000 hombres. En estas cifras se incluía la fuerza del principado de Antioquía. De los turcos es casi imposibles dar cifras, siquiera aproximadas.
El ejército turco parecía esperar al bizantino en las estrecheces de la entrada del paso, lo cual era, en teoría, la opción más juiciosa, dada su teórica inferioridad. Muy de madrugada los dos ejércitos establecieron contacto visual. La vanguardia bizantina (sobre todo infantería) arremetió casi inesperadamente contra los turcos que aparentaban haber sido sorprendidos y emprendieron lo que parecía una alocada huida a través del paso.
El ejército bizantino siguió a su vanguardia sin tomar más precauciones. Penetraron en tromba por el paso siguiendo un orden clásico "romano". En segundo lugar marchaban los regimientos de élite, los Tágmata; detrás el "ala derecha", la caballería bajo el mando de Balduino de Antioquía (cuñado de Manuel I), seguido por el pesado bagaje y el tren de asedio. Después el "ala izquierda", la guardia del emperador, y por último la retaguardia, con tropas escogidas dirigidas por el comandante más capaz, Andrónico Vatatzés. Cuando la vanguardia llegó al final de la primera parte del paso, la retaguardia empezaba a entrar. Las secciones habían perdido contacto y el ejército estaba estirado al máximo, sobre todo el ala derecha que intentaba no perder de vista a los que marchaban por delante ni tampoco el bagaje y el tren de asedio, que cada vez hacía más lento su camino en aquel espacio tan difícil.
En el ejército bizantino también participaron soldados húngaros, enviados por el rey Bela III de Hungría para ayudar al emperador Manuel I Comneno contra los selyúcidas.
Importantes destacamentos turcos se habían ocultado entre los árboles y barrancos, en los sectores más propicios de aquel primer tramo del paso. En un momento dado cayeron como una marea furiosa sobre la desparramada ala derecha y el bagaje. Los soldados imperiales estaban tan estrechamente amontonados que apenas podían mover las manos. La carnicería fue grande. Balduino mismo resultó muerto, los carros incendiados y los animales yacentes bloquearon el camino. Al parecer una inesperada tormenta de arena que se desencadenó complicó aún más el panorama para los bizantinos que no eran capaces de entender bien qué estaba ocurriendo.
Manuel se dio cuenta de que poco podía hacer, más que contemplar la matanza desde su posición, y por un tiempo no fue capaz de tomar medida alguna. Sus mejores oficiales al final consiguieron que reaccionara: reunió a sus tropas, las organizó en formación cerrada para que se fueran abriendo paso por el desfiladero, limpiando de enemigos el recorrido. Empujaron fuera los bagajes y carros y permitieron que todas las tropas, al caer la tarde, llegaran a la llanura abierta de la mitad del paso. Allí la vanguardia y los tágmata les esperaban, en una posición fortificada en un tiempo récord, porque intuían que atrás habían ocurrido problemas serios.
Durante toda la noche los bizantinos hubieron de repeler los feroces ataques de los arqueros a caballo turcos.

## Resultado
Al día siguiente, Manuel y sus oficiales pudieron valorar la situación. El ejército imperial no había sufrido pérdidas decisivas, y seguía siendo muy superior al turco. Sin embargo, se habían perdido el forraje, los alimentos y el agua, y, sobre todo, el tren de asedio imprescindible para tomar Iconio, cuya construcción no podía improvisarse. Procedía, por tanto, llegar a un acuerdo con Kilidj Arslan, el cual tampoco estaba en condiciones de batir al ejército imperial. De tal modo, se acordó que Manuel y su ejército podrían ir en paz a cambio de eliminar sus fuertes y ejércitos de la frontera en Dorileo y Siblia.
El propio Manuel comparó la derrota con la de Manzikert, y como en aquel caso, se convirtió en un desastre legendario. En Occidente, Federico I Barbarroja pudo ufanarse y humillar al emperador Manuel, según una carta que se conserva, exigiendo a Manuel que, como rey de los griegos, que le tributase la sumisión debida. Mayor ultraje no cabía para quien se consideraba el genuino Emperador de los romanos. Al parecer, Manuel, a partir de ese día, nunca volvió a reír. En realidad, aunque fue una grave derrota, Miriocéfalo no arruinó al ejército bizantino. En 1177, las fuerzas imperiales ya estaban nuevamente combatiendo en la zona ganando algunos territorios perdidos. Hasta su muerte en 1180, Manuel continuó batallando contra los selyúcidas con cierto éxito.
Sin embargo, ya no volvió a intentarse, nunca más, otra campaña a gran escala. El Imperio había perdido la iniciativa, y, al igual que en Manzikert, el equilibrio entre ambos poderes empezó a cambiar. Manuel no volvió a dirigir un gran ataque contra los turcos, y éstos fueron libres de moverse cada vez más al oeste, dentro del territorio bizantino.
Miriocéfalo tuvo mayor impacto psicológico que militar, pues demostró que el Imperio aún no podía derrotar a los selyúcidas, pese a todos los avances producidos en el reinado de Manuel. El problema era que el Emperador había distraído recursos para la lucha contra los selyúcidas con infructuosas aventuras en Italia y Egipto. Ello dio a los selyúcidas tiempo suficiente para atrincherarse y armar sus huestes. Finalmente, Manuel cometió errores tácticos muy graves, al no explorar adecuadamente el territorio y comportarse de manera temeraria, lo que condujo a su ejército a una emboscada.
Con la muerte de Manuel, y tras el trágico final del usurpador Andrónico I Comneno, el Imperio cayó en el caos y la apatía; ya no sería capaz de emprender una gran ofensiva en el este. En último término, la derrota significó que los bizantinos perdieron definitivamente el control sobre la meseta de Anatolia.